# Chickenfoot III
Chickenfoot III – drugi album studyjny amerykańskiego hardrockowego zespołu Chickenfoot, wydany 27 września 2011. Pierwsza edycja posiadała ekskluzywną okładkę 3-D. Pomimo tytułu, nie jest to trzeci album zespołu.
Zespół zaczął nagrywać materiał w kwietniu 2010 – powstało demo zawierające cztery nienazwane utwory, z których jeden został umieszczony w nagraniu prezentującym technologię AMPF (Audio Musical Performance Fidelity).
W dniu 8 lipca 2011 na swojej stronie umieścił nagranie zawierające fragment jednego z nowych utworów z następującą wiadomością: "Attention Foot Soldiers. Get Your Boots On. September 27, 2011."
Album uzyskał nominację do Nagrody Grammy za Najlepszą Okładkę.

## Lista utworów
Opracowano na podstawie materiału źródłowego.
Wszystkie utwory, oprócz wskazanych przypadków, zostały skomponowane przez Sammy’ego Hagara i Joe Satriani’ego.
1. Last Temptation 4:02
2. Alright Alright - 4:39 (Chickenfoot)
3. Different Devil - 4:24 - Hagar, Satriani, Chad Smith
4. Up Next - 4:33
5. Lighten Up - 5:12
6. Come Closer - 4:08
7. Three and a Half Letters - 4:07
8. Big Foot - 3:49
9. Dubai Blues - 5:02
10. Something Going Wrong - 5:16
11. No Change (ukryty utwór) – 4:24 – Chickenfoot

## Twórcy
Opracowano na podstawie materiału źródłowego.

- Sammy Hagar – wokal prowadzący, gitara rytmiczna
- Joe Satriani – gitara elektryczna, organy, fortepian
- Michael Anthony – gitara basowa, wokal wspierający
- Chad Smith – perkusja, instrumenty perkusyjne
- Mike Keneally – fortepian, organy (2, 3, 6)
- Monique Creber – chórki (6)
- Joani Bye – chórki (6)
- Linda Bye – chórki (6)
- Mike Fraser – produkcja, inżynieria dźwięku, miksowanie